# トイ・ソルジャー'96
トイ・ソルジャー'96（原題：Demolition High）は、1996年に公開されたアメリカ合衆国のビデオ用アクション映画。出演はコリー・ハイム、アラン・シック、ディック・ヴァン・パタンほか。

## あらすじ
ルーサー率いるテロリストがメイフィールド高校を占拠する。彼らは軍事施設から核弾頭を盗み出した凶悪犯であった。テロリストは校長を脅し、学校に残っていた生徒をホールに集合させる。一足先に事件に気づいた転校生のレニーは、体育館に残っていたステイシーとエディを仲間にして、学校の教材を武器にテロリストに戦いを挑む。

## キャスト
※括弧内は日本語吹替
- レニー・スレーター：コリー・ハイム（高木渉）
- スレーター署長：アラン・シック（長嶝高士）
- ウェインライト将軍：ディック・ヴァン・パタン（藤本譲）
- ターニャ：メリッサ・ブラッセル
- ルーサー：ジェフ・コーバー（金尾哲夫）
- デューガン：ステイシー・ランドール
- エディ：トレイ・アレクサンダー（宮本充）
- ジョンソン：アーサー・ロバーツ（仲野裕）

## タイトル
「トイ・ソルジャー」の続編であるかのようなタイトルだが、本作は「テロリストに学校が占拠され、それに生徒が立ち向かう」という話の流れが似通っているだけで、全く無関係の作品。
「トイ・ソルジャー'97」という映画があるが、これは本作の正式な続編であり、レニー役をハイムが再演した。